# Оксид нептуния(II)
Оксид нептуния(II) — бинарное неорганическое соединение
нептуния и кислорода
с формулой NpO,
кристаллы.

## Физические свойства
Оксид нептуния(II) образует кристаллы
кубической сингонии,
пространственная группа F m3m,
параметры ячейки a = 0,501 нм, Z = 4.